# Lac Savane (Lac-Pikauba)
Pour les articles homonymes, voir Savane (homonymie) et Lac Savane.
Le lac Savane est un plan d'eau douce situé au nord-est de la ville de Québec, dans la région administrative de la Capitale-Nationale, dans la province de Québec, au Canada. Ce plan d'eau chevauche les municipalités régionales de comté de:
- La Côte-de-Beaupré: dans  le territoire non organisé de la Lac-Jacques-Cartier (partie sud-ouest du lac);
- Charlevoix (municipalité régionale de comté): dans le territoire non organisé de Lac-Pikauba (partie nord-est du lac).

Le lac Savane est desservi par quelques routes forestières secondaires pour les besoins de la foresterie. La sylviculture constitue la principale activité économique de cette vallée; les activités récréotouristiques, en second.
À cause de l'altitude, la surface du lac Savane est généralement gelée de la fin novembre jusqu'au début d'avril; toutefois la circulation sécuritaire sur la glace se fait généralement du début décembre jusqu'au début d'avril.

## Géographie
La rive du lac s'avère la limite sud-est de la Réserve faunique des Laurentides. Ce lac encaissé entre les montagnes est situé à:
- 2,1 km au nord-est d'un sommet de montagne situé du côté ouest du lac Savane;
- 2,4 km au nord-ouest d'un sommet de montagne situé du côté est du lac Savane;
- 4,8 km au sud-ouest du cours de la rivière Sainte-Anne;
- 27,1 km au sud-ouest du centre-ville de Baie-Saint-Paul[2].

Ce lac comporte une longueur de 3,8 km, une largeur de 0,9 km et une altitude de 812 m. L’émissaire du lac est situé du côté nord-est et se déverse dans la rivière Savane du NordLe lac Savane est surtout alimenté par:
- le ruisseau du Portage (venant du sud) lequel draine un groupe de six lacs en amont;
- la décharge (venant de l'est) du Lac Mestashibo;
- deux ruisseaux (venant de l'ouest);
- un ruisseau (venant de l'est).

Le lac Savane est un plan d'eau artificiel formé par la construction en 1923 d'un barrage à son embouchure. Cette infrastructure servait à contrôler l'alimentation en eau du réservoir de la centrale des Sept-Chutes, sur la rivière Sainte-Anne. Cette centrale a été désaffectée en 1983 et depuis l'infrastructure en bois du barrage n'est plus utilisée.
À partir de son embouchure, le courant descend en suivant le cours de la rivière Savane du Nord, puis coule sur km d'abord vers le sud-est, puis le sud-ouest, en suivant le cours de la rivière Sainte-Anne, laquelle traverse le centre-ville de Beaupré, jusqu'à la rive nord-ouest du fleuve Saint-Laurent.

## Toponymie
Jadis, ce plan d'eau était désigné "Grand lac Savane".
Le toponyme "lac Savane" a été officialisé le 5 décembre 1968 à la Banque des noms de lieux de la Commission de toponymie du Québec.